# Natació als Jocs Olímpics d'estiu de 1904 - 100 iardes esquena
La prova de les 100 iardes esquena fou una de les que formà part del programa de natació que es disputà als Jocs Olímpics de Saint Louis de 1904.
Aquesta fou la primera vegada que es duia a terme aquesta prova dins el programa dels Jocs Olímpics i l'única en què la iarda s'emprà com a mesura. En posteriors Jocs Olímpics la prova serà substituïda pels 100 metres esquena.
Hi van prendre part 6 nedadors procedents de 2 països.

## Medallistes
| Or                 | Plata                | Bronze                |
| Walter Brack (GER) | Georg Hoffmann (GER) | Georg Zacharias (GER) |

## Resultats
| Posició | Nom                    | Temps    |
| ------- | ---------------------- | -------- |
| Or      | Walter Brack (GER)     | 1' 16.8" |
| Plata   | Georg Hoffmann (GER)   |          |
| Bronze  | Georg Zacharias (GER)  |          |
| 4.      | William Orthwein (USA) |          |
| 5.      | David Hammond (USA)    |          |
| 5.      | Edwin Swatek (USA)     |          |